# Гай Фламиний (консул 187 пр.н.е.)
Гай Фламиний (на латински: Gaius Flaminius; † след 181 пр.н.е.) e римски политик и военачалник от плебейския gens Фламинии.

## Биография
Син е на Гай Фламиний Непос, който е убит в битката при Тразименското езеро през 217 пр.н.е. против Ханибал.
През 210 пр.н.е. Фламиний служи като квестор при Сципион Африкански в Испания. През 196 пр.н.е. той e curule едил заедно с Марк Фулвий Нобилиор. През 193 пр.н.е. е претор в Близка Испания (Hispania Citerior) заедно с Марк Фулвий Нобилиор. Там се бие с келтиберите. Той остава там с удължен Imperium до 190 пр.н.е.
През 187 пр.н.е. Фламиний става консул заедно с Марк Емилий Лепид и се бие с лигурите. След успешни войни Фламиний нарежда на войниците си да построят път от Бонония (днес Болоня) до Аретиум (днес Арецо). От 183 пр.н.е. Фламиний е в тричлената колегия за създаване на Аквилея. Основаването на тази римска колония с латинско право става две години по-късно през 181 пр.н.е.